# Brux
Brux is een gemeente in het Franse departement Vienne (regio Nouvelle-Aquitaine) en telt 670 inwoners (1999). De plaats maakt deel uit van het arrondissement Montmorillon.

## Geografie
De oppervlakte van Brux bedraagt 36,5 km², de bevolkingsdichtheid is 18,4 inwoners per km².

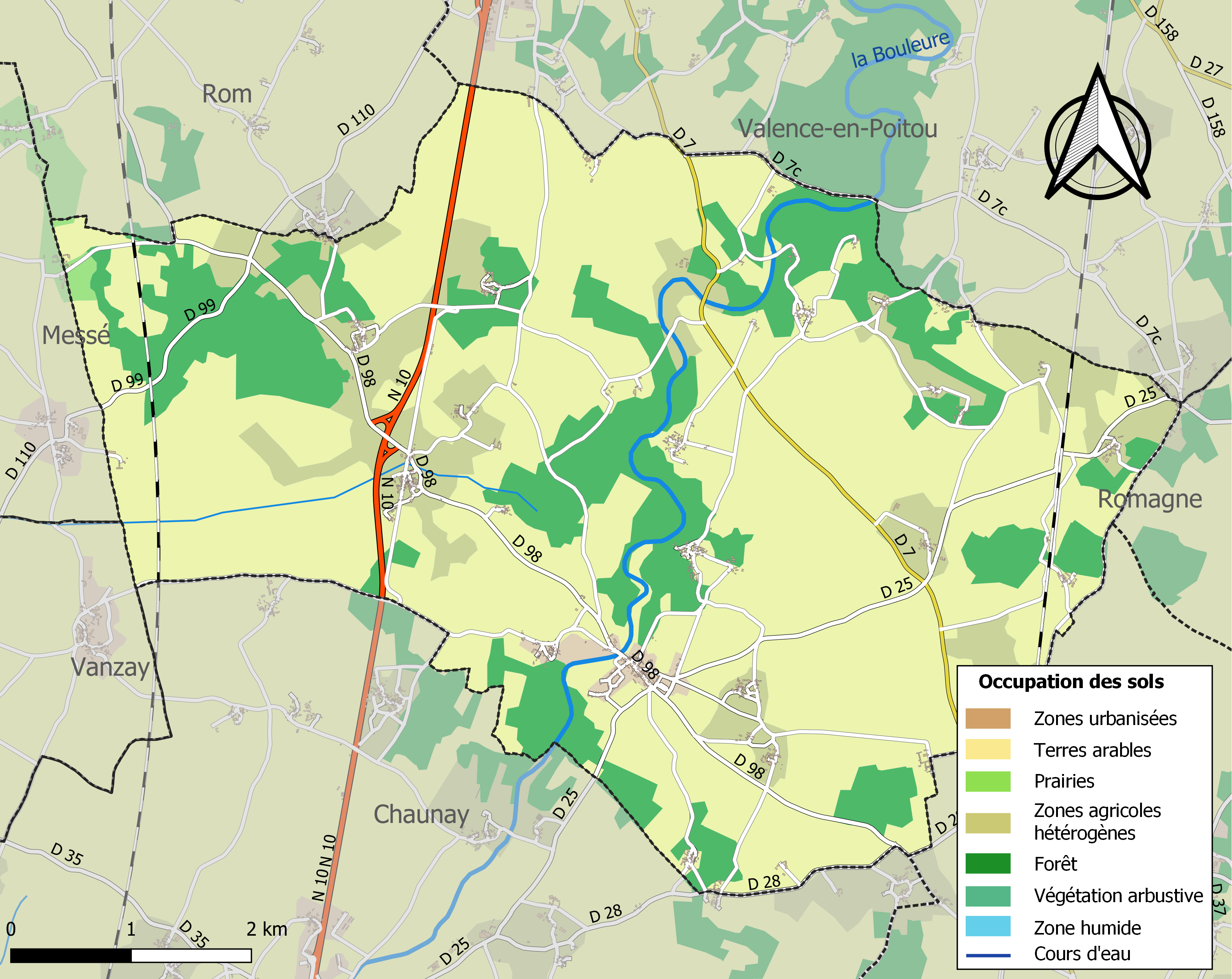
Kaart van de gemeente met de belangrijkste infrastructuur, bodemgebruik en omliggende gemeenten

## Demografie
Onderstaande figuur toont het verloop van het inwonertal (bron: INSEE-tellingen).